# Plagideicta major
Plagideicta major är en fjärilsart som beskrevs av W. Warren 1914. Plagideicta major ingår i släktet Plagideicta och familjen nattflyn. Inga underarter finns listade i Catalogue of Life.